# العنف على المرأة في الهند
أصبح العنف على المرأة أحد أهم مواضيع النقاش في الهند في السنين الأخيرة، حيث وضعته الحكومة في مقدمة اهتماماتها خلال الفترة ما بين 2008–2012.

## الانتشار
طبقًا لمكتب سجلات الجريمة الوطنية في الهند فإنه في عام 2012 وصلت معدلات الجرائم المرتكبة في حق النساء إلى 6.4% بواقع جريمة واحدة ضد المرأة كل 3 دقائق. وقد سُجلت 244,270 جريمة ضد المرأة عام 2012 مقابل 228,650 عام 2011.
ويعتقد 65% من الرجال في الهند بضرورة تحمّل المرأة للعنف بدافع الحفاظ على استقرار الأسرة، بالإضافة إلى أن بعض السيدات يستحقنّ الضرب.
وفي مسح أُجري على الرجال في الهند في يناير 2011 أقرّ 24% من الرجال الذين شملهم الاستجواب قيامهم بارتكاب عنف جنسي ما في مرحلة ما من حياتهم.
| السنة | عدد حالات العنف المسجلة |
| ----- | ----------------------- |
| 2008  | 195,856                 |
| 2009  | 203,804                 |
| 2010  | 213,585                 |
| 2011  | 213,585                 |
| 2012  | 244,270                 |

## القتل

### الجرائم بسبب المهور
وهي وقائع القتل أو الانتحار بسبب الخلافات حول مهور العروس, وتنتشر بعض التقاليد في بعض مناطق من الهند تجبر العروس وأهلها على تقديم الهدايا والمجوهرات والنقود إلى العريس وذويه. ورغم تجريم هذه التقاليد قانونيًا إلا أنها لازلت منتشرة ومطبقة. وقد يعمد العريس أو أهله إلى المغالاة في المهور المطلوبة مما يدفع بالعروس إلى الانتحار  شنقًا أو بتناول مادة سامة. وقد يقوم الزوج أو أحد ذويه بتعذيب أو حرق الزوجة في حالة رفض أهلها دفع المهر المتفق عليه. وقد تراجعت جرائم العنف بسبب المهور بنسبة 4.5% من عام 2011 إلى عام 2012.

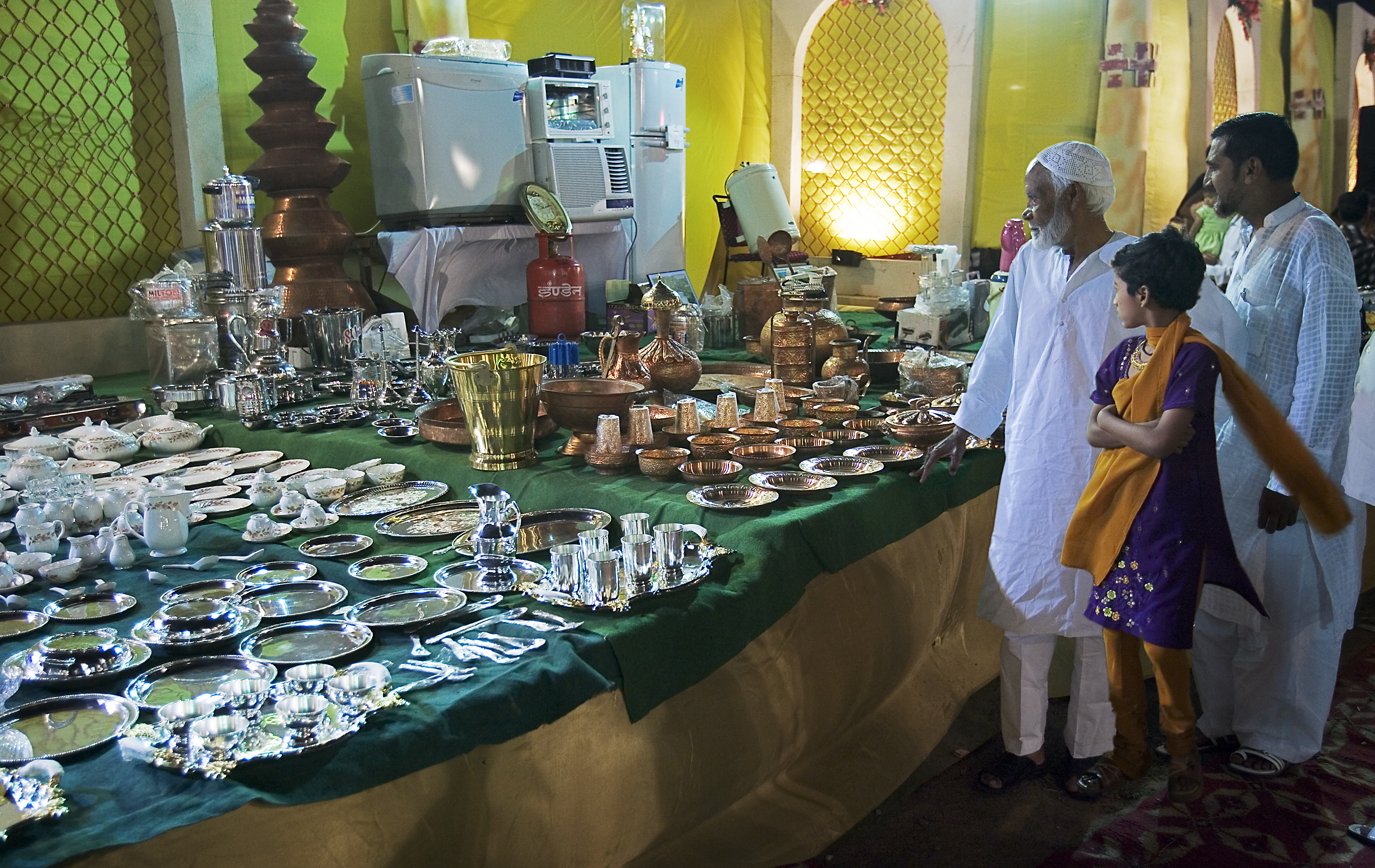
الهدايا المقدمة من أهل عروس إلى عريسها وهو ابن إمام كبير في مدينة دلهي

| السنة | عدد جرائم القتل بسبب المهور |
| ----- | --------------------------- |
| 2008  | 8,172                       |
| 2009  | 8,383                       |
| 2010  | 8,391                       |
| 2011  | 8,618                       |
| 2012  | 8,233                       |

### جرائم الشرف
هي الجرائم التي يرتكبها أحد أفراد الأسرة ضد أحد افرادها من النساء بسبب شعوره بقيام هذه المرأة بجلب العار للأسرة, وذلك لقيامها برفض أحد عروض الزواج أو رغبتها في الزواج ممن لا ترضى به الأسرة أو بوقوعها ضحية للاغتصاب. ويعتقد بأن جرائم الشرف تعود جذورها إلى العادات والتقاليد وليس إلى أي دين، حيث أنه لا يوجد أي دين يحض بالفعل على القتل من أجل الشرف.
قد تنفذ جرائم العنف بوحشية شديدة كما حدث عام 2012 حيث قام أب بقطع رأس ابنته البالغة من العمر 20 عامًا لقيامها بمواعدة شاب دون موافقة أبيها. وقد تكون هذه الجرائم مدعومة بموافقة ومساعدة الجيران وأهل القرية أو المنطقة السكنية.

### جرائم تتعلق بالسحر
لازلت تقع هذه الجرائم في الهند, وأغلب ضحاياها هن من المطلقات والأرامل والفتيات من الطبقات الاجتماعية الفقيرة.

### وأد البنات
وأد البنات هو قتل حديثي الولادة من الإناث أو إجهاض الأجنة لمجرد كونها أنثى حتى أصبحت وقد تطور هذا المجال طبيًا بوضوح  ووصلت القيمة الاقتصادية لمجال الإجهاض بسبب الجنس إلى 244 مليون دولار أمريكي. ولازلت تقع هذه الجرائم في الهند نظرًا لوجود بعض الطوائف التي تستلزم وجود ابن ذكر لدى الأبوين لإتمام مراسم الدفن بعد الموت, بالإضافة إلى بعض التقاليد التي تجبر الأنثى وذويها على دفع مهور من الأموال والمجوهرات للعريس وأهله مما يمثل عبئًا اقتصاديًا كبيرًا على أهالي الفتيات من الطبقات الاقتصادية المتدنية وقد يعرضهم ذلك إلى عدم القدرة على تزويج بناتهم.

## الجرائم الجنسية

### الاغتصاب

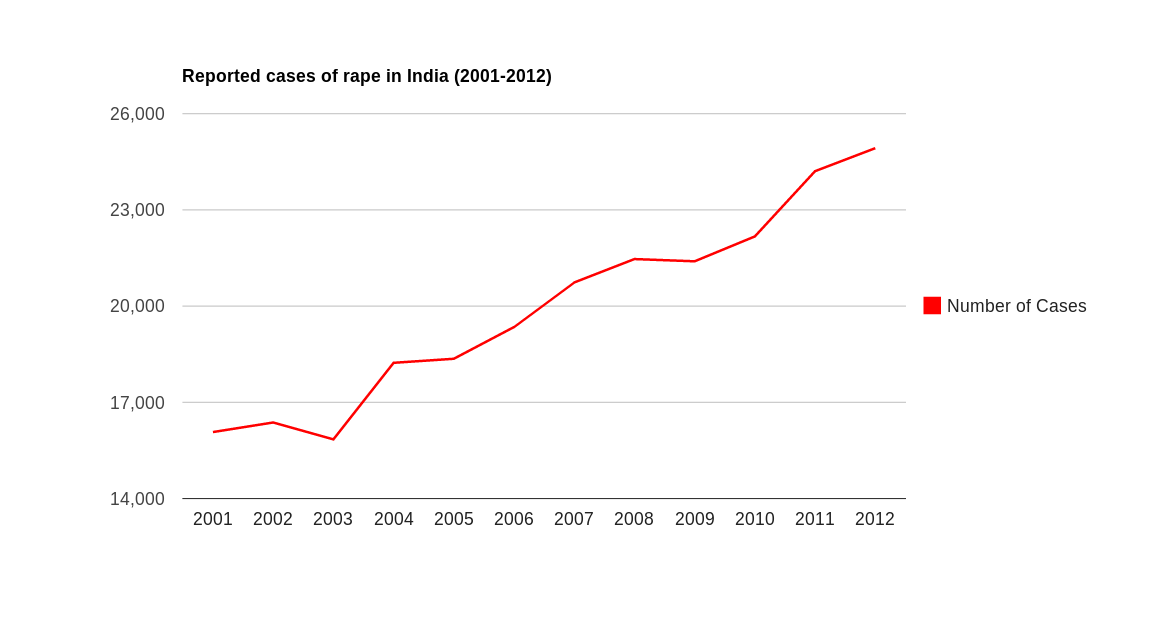
رسم بياني يوضح تصاعد عدد حالات الاغتصاب المبلغ عنها في الهند في الفترة ما بين 2001-2012

يعد الاغتصاب أحد أشهر جرائم العنف على المرأة في الهند، وقد تم تعريف الاغتصاب في القانون الهندي عام 2013 بكونه جريمة إقحام القضيب الذكري أو غيره في فتحات جسد الأنثى بدون موافقتها. وفي الهند تقع جريمة اغتصاب أنثى كل 29 دقيقة. وبارتفاع معدلات الإناث المتعلمات والمستقلات فإن النساء يصبحن أكثر قدرة على الإبلاغ عن حالات الاغتصاب والتحرش.
كما أن إفراد مساحات داخل الإعلام للحديث عن القضايا من هذا النوع قد أعطى العديد من الفتيات الثقة للتقدم بالإبلاغ عن جرائم مماثلة، كما حدث في ولاية دلهي في ديسمبر 2012 حيث قام مجموعة من الرجال باغتصاب فتاة تبلغ من العمر 23 عام داخل حافلة متحركة.وقد تناولت وسائل الإعلام العالمية هذه القضية بشكل موسع فتضاعفت أعداد جرائم الاغتصاب المبلغ عنها في ولاية دلهي من 143 قضية في الفترة ما بين يناير ومارس عام 2012 إلى 359 جريمة مبلغ عنها في الثلاثة شهور التالية للقضية الشهيرة.
ومع ذلك تبقى أعداد هائلة من حالات الاغتصاب بعيدة عن أعين القانون بسبب خوف الضحية من جلب العار لأهلها أو من عدم حصولها على حقها الكامل بالقانون.
| السنة | عدد حالات الاغتصاب المبلغ عنها |
| ----- | ------------------------------ |
| 2008  | 21,467                         |
| 2009  | 21,397                         |
| 2010  | 22,172                         |
| 2011  | 24,206                         |
| 2012  | 24,923                         |

### الاغتصاب الزوجي
لا يعد الاغتصاب الزوجي جريمة أمام القانون الهندي. ويعترف 20% من الأزواج في الهند بقيامهم على إرغام زوجاتهم على ممارسة الجنس.
ويمكن تصنيف العنف الزوجي إلى ثلاثة أنواع:
- الضرب والاغتصاب : وهو النوع الأكثر شيوعًا حيث يقوم الزوج بإيقاع ضرر جسدي كالضرب وضرر جنسي وهو إجبارها على ممارسة الجنس.
- الاغتصاب باستخدام القوة فقط : وفيه يقوم الزوج باستخدام بعض القوة لإجبار زوجته على ممارسة الجنس.
- الاغتصاب الهوسي : وفيه يوقع الزوج بزوجته أفعالًا جنسية مؤذية.

### الاغتصاب الجماعي

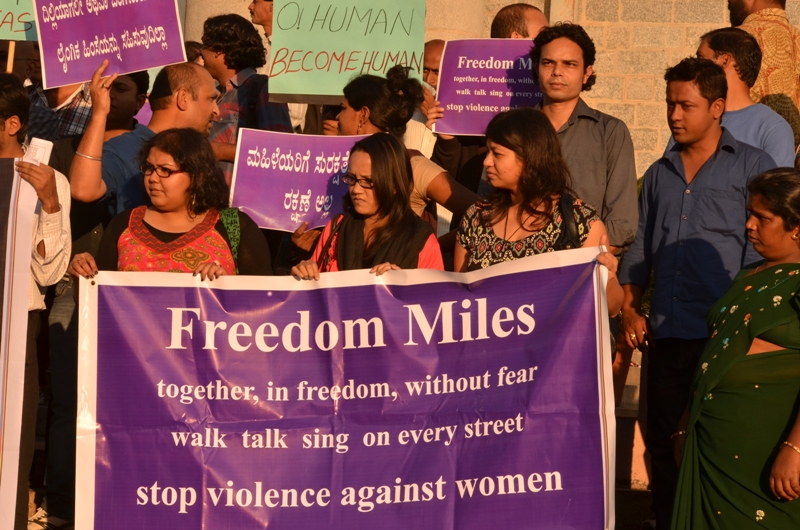
صورة من المظاهرات المطالبة بتحقيق العدالة في محاكمة المجرمين المتهمين بالاعتداء المميت والاغتصاب في واقعة الاغتصاب الجماعي في دلهي 2012

تعد قضية الاغتصاب الجماعي في دلهي 2012 أحد أشهر جرائم الاغتصاب الجماعي في الهند، حيث قام 6 رجال بالاعتداء على فتاة تبلغ من العمر 23 عامًا واغتصابها بشكل جماعي في حافلة متحركة في أحد شوارع مدينة دلهي. عانت الفتاة من إصابات متفرقة في جسدها ونقلت إلى المستشفى في الحال وهناك لقت حتفها بعد 13 يوم من محاولات إسعافها. وقد حرّك وقع الجريمة مظاهرات انتشرت في مدينة دلهي وعدة مدن في أنحاء البلاد. القلق الأساسي كان إهمال شرطة دلهي في حماية المواطنات، وردت السلطات على المظاهرات بضرب المتظاهرين بالغاز المسيل للدموع والعصي ورشهم بخراطيم المياه، وإغلاق محطة المترو ومنع التجمعات والتعتيم الإعلامي.
في 1 سبتمبر، 2013 حُكم على أصغر المدانين بالاغتصاب، الذي كان يبلغ من العمر 17 عامًا فقط عند وقوع الجريمة، وحصل على 3 سنوات سجنًا في مركز لسجن القصر. وفي 14 سبتمبر، صدر الحكم بالإعدام للمتهمين الأربعة الآخرين، عبر والد الضحية عن سروره وقال أنه تم إحقاق العدالة.

### الاتجار بالبشر والإكراه على البغاء

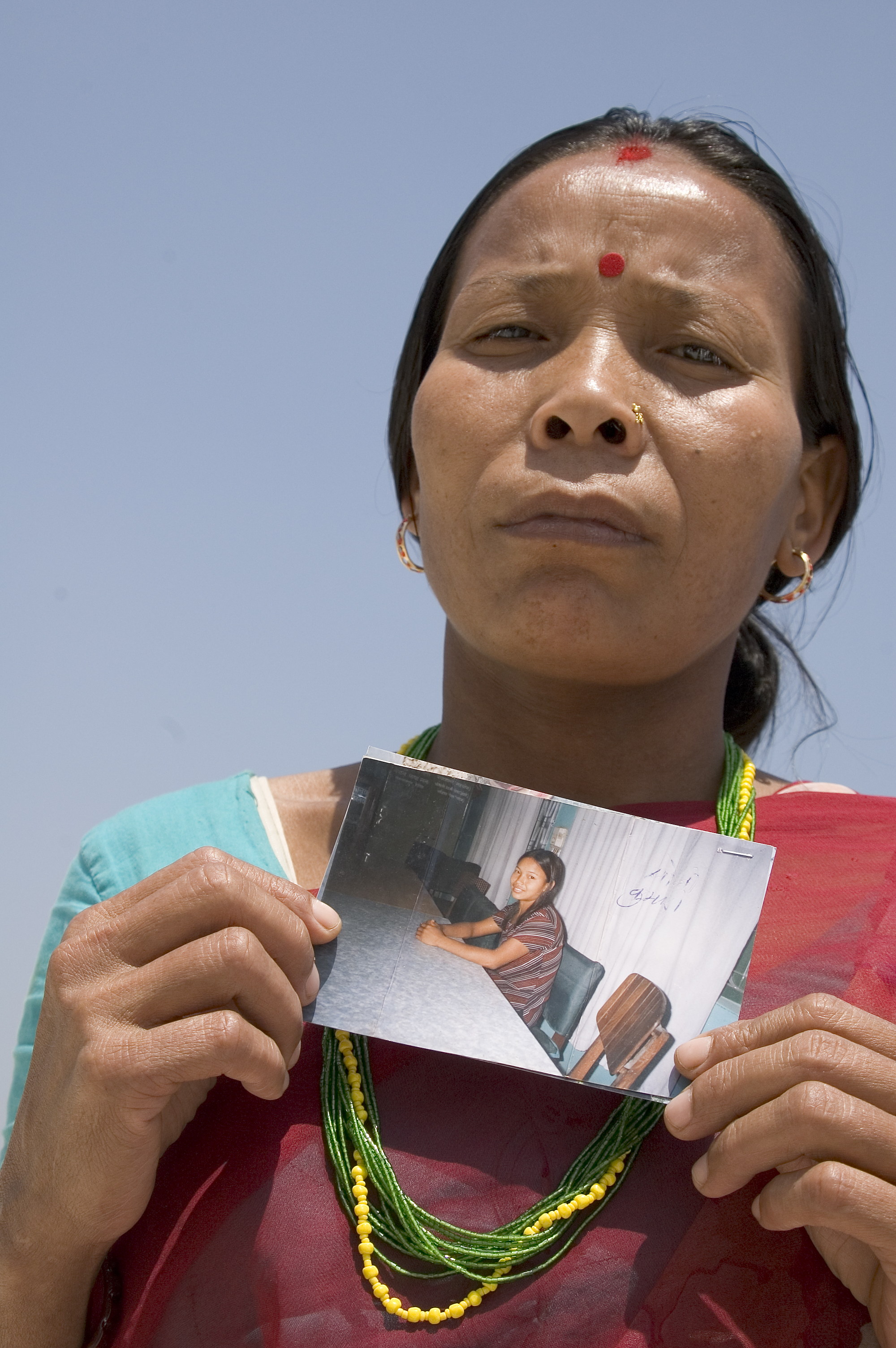
سافرت هذه الأم اليائسة من قريتها في نيبال إلى مومباي بالهند، على أمل العثور على وإنقاذ ابنتها المراهقة التي تم الاتجار بها في بيوت الدعارة الهندية. وقالت للأم: "سأبقى في مومباي حتى أجد ابنتي أو أموت. أنا لن أعود من دونها".

| السنة | عدد الفتيات المستجلبات من دول أخرى | عدد الفتيات المختطفات والمكرهات على البغاء |
| ----- | ---------------------------------- | ------------------------------------------ |
| 2008  | 67                                 | 2,659                                      |
| 2009  | 48                                 | 2,474                                      |
| 2010  | 36                                 | 2,499                                      |
| 2011  | 80                                 | 2,435                                      |
| 2012  | 59                                 | 2,563                                      |